# SINGLES (氷室京介のアルバム)
『SINGLES』（シングルス）は、日本のシンガーソングライターである氷室京介の1作目のベスト・アルバム。
1995年7月19日に東芝EMIのイーストワールドレーベルからリリースされた。氷室の初となるベスト・アルバムであり、1988年のソロ・デビューから1994年までの東芝EMI所属時のすべてのシングル曲および一部のカップリング曲を収録している。また、一部の楽曲はアルバム・バージョンでの収録となっている。
本作はオリコンアルバムチャートにおいて最高位第1位を獲得、売り上げ枚数は120万枚を超えたため日本レコード協会からトリプル・プラチナ認定を受け、また氷室の全アルバムの中で最高の売り上げ枚数を記録している。本作リリース後に氷室は個人レーベルとなる「BeatNix」を設立し、東芝EMIからポリドール・レコードへ移籍することになった。

## 背景
4作目のアルバム『Memories Of Blue』（1993年）がミリオンセラーとなった上に自身が納得のいく完成度であった事から、氷室はかつて自身が所属していたロックバンドであるBOØWYを超える事ができたと認識する事となった。そのためソロ活動を開始してからテーマとして存在していた「対BOØWY」という概念からは解放されたが、今度は「対自分」との概念を抱える事となり、その結果5作目のアルバム『SHAKE THE FAKE』（1994年）のレコーディング中に自律神経失調症になった事もあった。自身の中にあった完成度の基準値を更に超えなくてはならない状態となった氷室は、一度同作をお蔵入りにする事も検討したが、ホッピー神山が参加した事でリリースできる完成度になったという。その後氷室は『SHAKE THE FAKE』を受けたコンサートツアーである「SHAKE THE FAKE」を同年10月12日の横浜アリーナからツアーファイナルとなった12月24日および25日の東京ドーム2日間連続公演まで、8都市全16公演を実施した。
1995年に入り、氷室はレコード会社移籍の検討を始める。3月7日には「阪神･淡路大震災チャリティコンサート」に参加、同公演は別枠において布袋寅泰も参加していた。また、このライブを最後に氷室は1998年のコンサートツアー「TOUR "COLLECTIVE SOULS"1998 One Night Stand」まで3年半に及ぶ期間、ライブを一切行わなかった。

## 楽曲
1. 「ANGEL」
1枚目のシングル。シングル・バージョンは本作にてアルバム初収録となった。氷室は本曲について「ANGELに関しては、みんなの喜ぶものをサービスしようっていう点はあったよね。だからBOØWYにもいろいろな部分があったと思うけど、その中でもいちばんR&Rしてるっていうかさ、“氷室京介やっぱりやりました”みたいな、そういう部分は背負ってると思う」と述べている[10]。詳細は「ANGEL」の項を参照。
2. 「SHUFFLE」
シングル「ANGEL」のカップリング曲であり、本作にてアルバム初収録となった。
3. 「DEAR ALGERNON」
2枚目のシングル。氷室は本曲について「あと曲ができた時にもうこの詞しかない的に詞がスパッと出てきた。ただそれをCDに入れる度胸はかなり要った。でも、“おまえ、何がやりたくてソロになったの?”って自問自答があってね。で、これを大切な曲としてやっていくんだと決めた」と述べている[11]。詳細は「DEAR ALGERNON」の項を参照。
4. 「SUMMER GAME」
3枚目のシングル。氷室は本曲について「今回、コンセプト・アルバムをつくろうとしてそのやり方というのを自分なりに考えてみたんだ。会えるためにいちばん効果的な方法はなにか……。俺自身ポップ・ソングというものは大好きなんだけど、そういうポップ・ソングがいくつか入ってそれを入口にして“テーマ”に行くのが聴きやすいと思ったんだ。だから100%のコンセプト・アルバムで曲ごとの断片的なイメージが、ひとつのストーリーをつくるという事だけではなくなった。コンセプチュアルな曲でも一曲で成立することを望んだんだ」と述べている[12]。詳細は「SUMMER GAME」の項を参照。
5. 「RHAPSODY IN BLUE」
シングル「SUMMER GAME」のカップリング曲であり、本作にてアルバム初収録となった。
6. 「MISTY」
4枚目のシングル。氷室は本曲について「好きなコードであまり行かないメロディへどんどん行くとどうなるか、当たり前のメロディラインから逃れる事で一番意識して作ったナンバーだ」と述べている[13]。詳細は「MISTY〜微妙に〜」の項を参照。
7. 「JEALOUSY」
5枚目のシングルであるが、本作では表記が「JEALOUSY」となっている。また、本作にてシングル・バージョンはアルバム初収録となった。本曲はテレビドラマ主題歌として使用されたが、それについて氷室は「もしかしたら今も仕事って自覚はないのかも知れない。うーん、仕事としてやらなきゃいけない事って、たとえばスケジュールをこなしたりっていう事よりも、クリエイティブな面での義務感の方だよ。そこで頭がいっぱいになっちゃってるからあんまりそういった意味での仕事ってレベルでは考えられないと思うんだ」と述べている[14]。詳細は「JEALOUSYを眠らせて」の項を参照。
8. 「LOVER'S DAY」
シングル「JEALOUSYを眠らせて」のカップリング曲であり、歌入りのシングル・バージョンは本作にてアルバム初収録となった。
9. 「CRIME OF LOVE」
6枚目のシングル。本作付属のヒストリーブックでは本曲について「重いビートでマイナー系のポップソングをと意図されてつくられたナンバーであるという。シングルとしてもこういったタイプの曲はそれまでに一曲も彼のキャリアにはなかった」と記されている[15]。詳細は「CRIME OF LOVE」の項を参照。
10. 「URBAN DANCE」
7枚目のシングルであるが、本作にはリミックス・アルバム『masterpiece ＃12』（1992年）に収録されているバージョンが収録されている。本曲は氷室が7か国に亘って旅行していた際にアフリカの地でスペインで購入したギターを使用して制作されており、またレコーディングにはイングランドのロックバンドであるロキシー・ミュージックのメンバーおよび関係者が参加していたことも踏まえた上で、氷室は「ロキシーミュージックは大好きでしたからね。すごい緊張感というか、興奮もしたけれど、本当に楽しかった。ただし、まぁ旅とかの影響は具体的な形では反映されていないとは思うけれど」と述べている[16]。詳細は「Urban Dance」の項を参照。
11. 「MOON」
3枚目のアルバム『Higher Self』（1991年）収録曲であり、後にシングル「Urban Dance」のカップリング曲としても収録された。
12. 「GOOD LUCK MY LOVE」
8枚目のシングルであるが、本作には4作目のアルバム『Memories Of Blue』（1993年）に収録されているアルバム・バージョンが収録されている。当時の状況について氷室は、「ビートをはずした時にどれだけメロディが残るか?っていうのがソロになって以来大きな課題のひとつだった」と述べており、また本作付属のヒストリーブックでは「カラオケを意識したより歌いやすいナンバーが、さまざまなタイアップや企画と共に売り出されはじめていた」と当時の状況を記した上で、本曲について「けっして歌いやすくないヒット曲のひとつ」であると記している[17]。詳細は「GOOD LUCK MY LOVE」の項を参照。
13. 「KISS ME」
9枚目のシングルであるが、本作にはアルバム『Memories Of Blue』に収録されているアルバム・バージョンが収録されている。本曲および本作を収録した『Memories Of Blue』について氷室は、「ソロになって、初めて自分と向き合って痛みとかやさしさのことを考えるようになった。激しさや、暴力的な事だけでは伝えきれないもっと大きなテーマ、もっと大きな強さ。今回の作品、アルバムを作ったことで、そのへんの出口は完全に見つけられたと思う。ソロになってからずっと歌ってきた事の答えが」と述べている[18]。詳細は「KISS ME」の項を参照。
14. 「VIRGIN BEAT」
10枚目のシングルであるが、本作には5作目のアルバム『SHAKE THE FAKE』（1994年）に収録されているアルバム・バージョンが収録されている。本曲について氷室は、「この曲も俺の好きなコード進行。Aメロなんて伝統芸になっちゃってるかな（笑）。単に装飾部分、作り込んでいく空間部分は別のものでアピールして行かないと――この曲でいえばスピード感やコーラス、転調しそうかなってところで歌が戻っちゃうみたいな浮き沈み、俺、大好きなんだよ浮き沈みの激しいやつ（笑）。ただ、自分が好きなところでのメロディは外せない。たとえそれが循環コードであってもね」と述べている[19]。詳細は「VIRGIN BEAT」の項を参照。

## リリース、批評、チャート成績
| 専門評論家によるレビュー | 専門評論家によるレビュー |
| レビュー・スコア         | レビュー・スコア         |
| 出典                     | 評価                     |
| ------------------------ | ------------------------ |
| CDジャーナル             | 肯定的                   |

本作は1995年7月19日に東芝EMIのイーストワールドからCDにてリリースされ、初回限定版はコンプリート・ヒストリー・ブック付属の紙製BOX仕様となっていた。
音楽情報サイト『CDジャーナル』では、氷室のCDを全く所持していない人物でも本作の収録曲を既知であると主張し「ヒット曲を満載したベスト・アルバムだ」と指摘、またアルバム未収録2曲が収録された他に写真入りのヒストリー・ブックが付属していたことから「全部持ってるヒトも買わねばなるまい」と肯定的に評価した。
本作はオリコンアルバムチャートにおいて最高位第1位を獲得、登場回数は18回で売り上げ枚数は136.7万枚となった。本作は『Memories Of Blue』以来のミリオンセラーとなった他、氷室の全アルバムの中で最も売り上げの高い作品となった。

## 収録曲
- CDブックレットに記載されたクレジットを参照[21]。

| #         | タイトル              | 作詞               | 作曲      | 編曲                 | 時間  |
| --------- | --------------------- | ------------------ | --------- | -------------------- | ----- |
| 1.        | 「ANGEL」             | 氷室京介           | 氷室京介  | 吉田建、氷室京介     | 3:49  |
| 2.        | 「SHUFFLE」           | 氷室京介           | 氷室京介  | 吉田建、氷室京介     | 3:38  |
| 3.        | 「DEAR ALGERNON」     | 氷室京介           | 氷室京介  | 吉田建、氷室京介     | 3:48  |
| 4.        | 「SUMMER GAME」       | 氷室京介           | 氷室京介  | 氷室京介、佐久間正英 | 3:28  |
| 5.        | 「RHAPSODY IN BLUE」  | 氷室京介           | 氷室京介  | 氷室京介、佐久間正英 | 3:37  |
| 6.        | 「MISTY」             | 松井五郎           | 氷室京介  | 氷室京介、佐久間正英 | 4:33  |
| 7.        | 「JEALOUSY」          | 氷室京介、松井五郎 | 氷室京介  | 氷室京介、西平彰     | 4:05  |
| 8.        | 「LOVER'S DAY」       | 氷室京介           | 氷室京介  | 氷室京介、西平彰     | 5:14  |
| 9.        | 「CRIME OF LOVE」     | 氷室京介           | 氷室京介  | 西平彰、SP≒EED       | 3:55  |
| 10.       | 「URBAN DANCE」       | 氷室京介           | 氷室京介  | 西平彰               | 4:34  |
| 11.       | 「MOON」              | 松井五郎           | 氷室京介  | 西平彰               | 5:33  |
| 12.       | 「GOOD LUCK MY LOVE」 | 氷室京介、松井五郎 | 氷室京介  | 西平彰               | 4:24  |
| 13.       | 「KISS ME」           | 松井五郎           | 氷室京介  | 西平彰               | 3:37  |
| 14.       | 「VIRGIN BEAT」       | 松井五郎           | 氷室京介  | ホッピー神山         | 5:23  |
| 合計時間: | 合計時間:             | 合計時間:          | 合計時間: | 合計時間:            | 59:38 |

## スタッフ・クレジット
- CDブックレットに記載されたクレジットを参照[22]。

### 制作スタッフ
- 氷室京介 – プロデューサー
- ヒロ鈴木 – プロデューサー
- 後藤由多加 – エグゼクティブ・プロデューサー
- 中曾根純也 – エグゼクティブ・プロデューサー
- バーニー・グランドマン（バーニー・グランドマン・マスタリング） – マスタリング・エンジニア
- Project Himuro（ユイ音楽工房）
  - 鈴木祥紀 – マネージメント・チーフ
  - 土屋浩 – プロモーション・チーフ
  - やがさきゆうけん – アシスタント・マネージャー
  - 宮野真一 – パブリッシャーA&R
  - 紺待人 – パブリスト
  - ましのともみ – オフィス管理
  - 渋谷高行 – スーパーバイザー
- Project Himuro（東芝EMI）
  - 子安次郎 – A&Rディレクション
  - 鈴木博一 – プロモーション・チーフ
  - 小澤啓二 – プロモーション
  - 上野ひとみ – プロモーション
  - 青木正義 – プロモーション
  - 下河辺晴三 – スーパーバイザー

### 美術スタッフ
- 福士昌朗 (294) – ビジュアル・ディレクター
- 萱森健 (294) – デザイナー
- 池田倫弘 – カバー写真
- 小木曽威夫 – 写真撮影
- ブルーノ – 写真撮影

### その他スタッフ
- 吉田建 – スペシャル・サンクス
- 佐久間正英 – スペシャル・サンクス
- 西平彰 – スペシャル・サンクス
- ホッピー神山 – スペシャル・サンクス
- 松井五郎 – スペシャル・サンクス
- 坂元達也 – スペシャル・サンクス
- 佐橋佳幸 – スペシャル・サンクス
- 香川誠 – スペシャル・サンクス
- 西山史晃 – スペシャル・サンクス
- 永井利光 – スペシャル・サンクス
- 友森昭一 – スペシャル・サンクス
- 春山信吾 – スペシャル・サンクス
- King Swing – スペシャル・サンクス
- Luisiana Company – スペシャル・サンクス
- まつむらあみ – スペシャル・サンクス
- はやしだかず – スペシャル・サンクス

## チャート、認定
| チャート         | 最高順位 | 登場週数 | 売上数    | 出典  |
| ---------------- | -------- | -------- | --------- | ----- |
| 日本（オリコン） | 1位      | 18回     | 136.7万枚 | [ 2 ] |

| 国/地域 | 認定組織         | 日付      | 認定               | 売上数     | 出典   |
| ------- | ---------------- | --------- | ------------------ | ---------- | ------ |
| 日本    | 日本レコード協会 | 1995年7月 | プラチナ           | 400,000+   | [ 23 ] |
| 日本    | 日本レコード協会 | 1995年8月 | ミリオン           | 1,000,000+ | [ 24 ] |
| 日本    | 日本レコード協会 | 1995年9月 | トリプル・プラチナ | 1,200,000+ | [ 3 ]  |